# Polygala oedophylla
Polygala oedophylla är en jungfrulinsväxtart som beskrevs av Joseph Blake. Polygala oedophylla ingår i släktet jungfrulinssläktet, och familjen jungfrulinsväxter. Inga underarter finns listade i Catalogue of Life.